# Maguimithrax spinosissimus

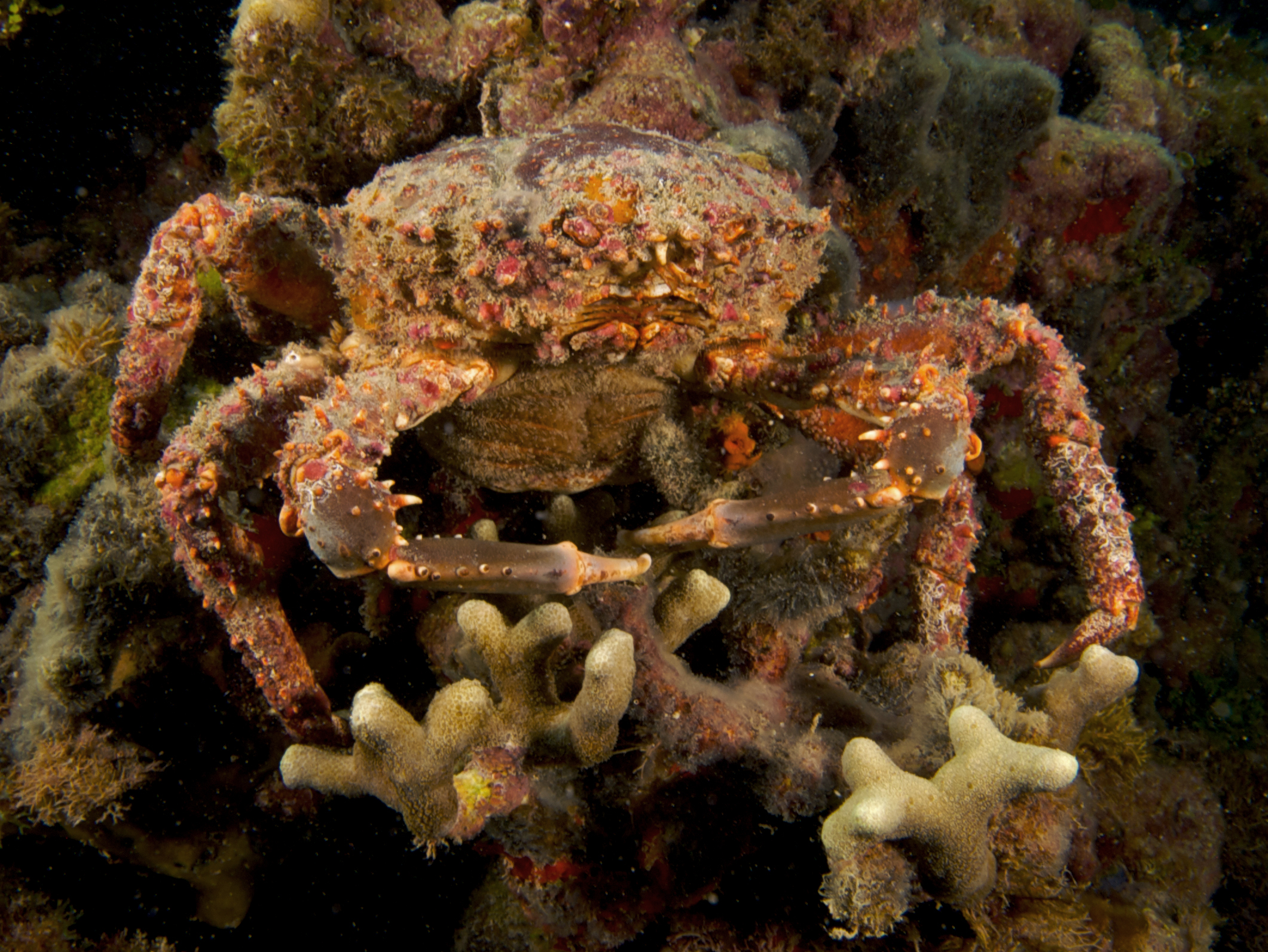
Самка

Maguimithrax spinosissimus (лат.) — вид крабов, единственный в составе рода Maguimithrax из семейства Mithracidae инфраотряда Pleocyemata. Встречается в южной Флориде (США) и в Карибском бассейне.

## Распространение
Maguimithrax spinosissimus встречается от Северной Каролины до Венесуэлы. Он обитает в пещерах и рифовых подъярусах от приливно-отливного мелководья до глубин до 200 м.

## Таксономия
Впервые вид был описан в 1818 году французским натуралистом Жаном Батистом Ламарком под названием Maia spinosissimus Lamarck, 1818. В дальнейшем включался в состав родов Damithrax и Mithrax. Кломпмейкер с соавторами (2015) сделали его типовым видом отдельного монотипического рода Maguimithrax.

## Описание
У Maguimithrax spinosissimus красновато-коричневый карапакс и ходильные ноги. Когти гладкие, пурпурно-серые, с одним рядом узелков по внешнему краю и тупыми кончиками когтей. Ноги покрыты многочисленными короткими шипами и узелками. Это самый крупный из местных крабов Атлантики. Его вес может достигать 3 кг, а длина карапакса — 18 см.

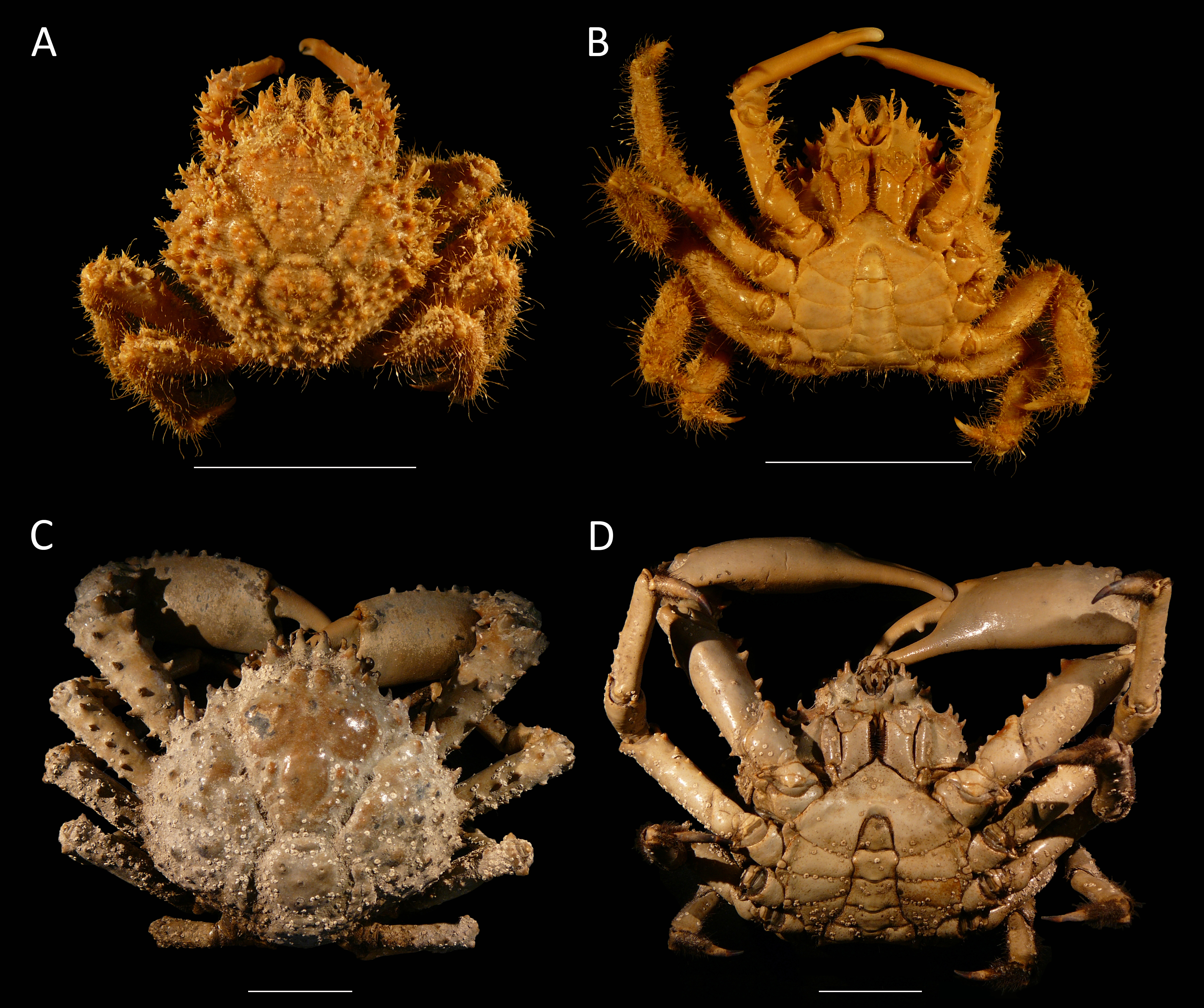
Самцы, вид сверху (AC) и снизу (BD)

## Питание и значение
Рацион этого краба практически неизвестен, однако считается, что он крупный всеядный организм и питается водорослями и трупами. В отличие от таких крабов, как голубой краб (Callinectes sapidus), вест-индский краб-паук Maguimithrax spinosissimus не добывается в коммерческих целях ради своего мяса, но поддерживают небольшой промысел в Карибском регионе.

## Вмешательство человека
Морская лаборатория Моте во Флориде Mote Marine Laboratory занимается разведением крабов в надежде, что они будут питаться водорослями и принесут пользу коралловым рифам.